# Belvedere Castle

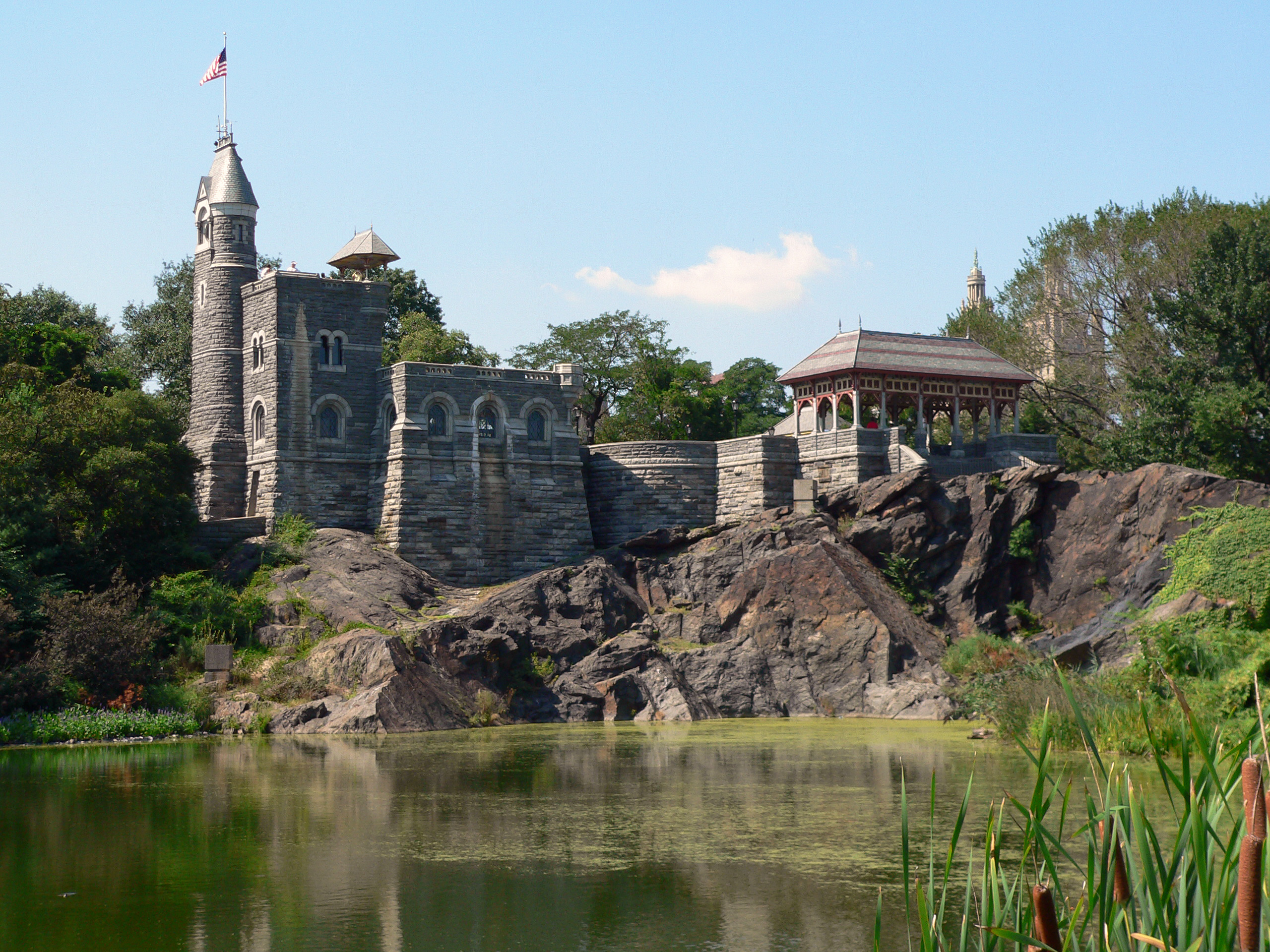
Belvedere Castle

Belvedere Castle is een kasteel bovenop Vista Rock, het op een na hoogste natuurlijke hoogtepunt in Central Park in New York. Het is een toevoeging aan het Greensward-plan door Calvert Vaux en Jacob Wrey Mould, nadat het team van Olmsted, Vaux en Mould weer werden toegewezen aan de bouw van het park in 1865. De raad van het Croton Aqueduct droeg het eigendom van de plek over aan het park in 1867 en de bestaande uitkijktoren werd gesloopt. Belvedere Castle werd gebouwd in 1869, gebruikmakend van schist dat elders in het park werd opgegraven, versierd met grijs graniet. Het gebouw was een folly, te zien vanaf Bethesda Terrace. Nadat de beplanting groeide is het kasteel uit het zicht verdwenen vanaf de oorspronkelijk bedoelde plek.
Vaux' oorspronkelijke ontwerp bestond uit een structuur van schist en graniet met een hoektoren met een conisch dak, met de bestaande uitkijktoren ertussenin. Om de kosten te beperken werd dit herzien in oktober 1870 en onder het nieuwe Tammany Hall-regime werd het voltooid als een open houten paviljoen.
Ten tijde van de bouw gaf Belvedere Castle zicht over het rechthoekige reservoir, wat nu vervangen is door de Great Lawn, een ovaal grasveld met acht honkbalvelden en, aan de voet van Vista Rock, Turtle Pond.

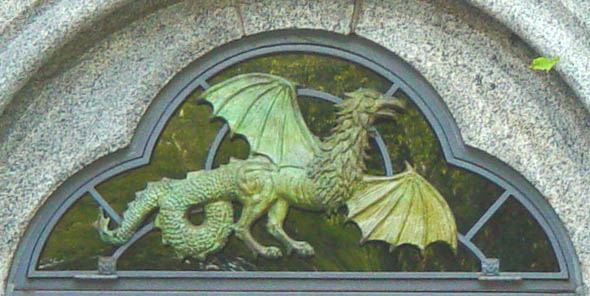
Moulds bronzen slangdraak in een dwarsbalk van het kasteel

Het kasteel is een mengeling tussen Gotische en Romaanse stijlen en is oorspronkelijk gebouwd met open deur en open ramen.

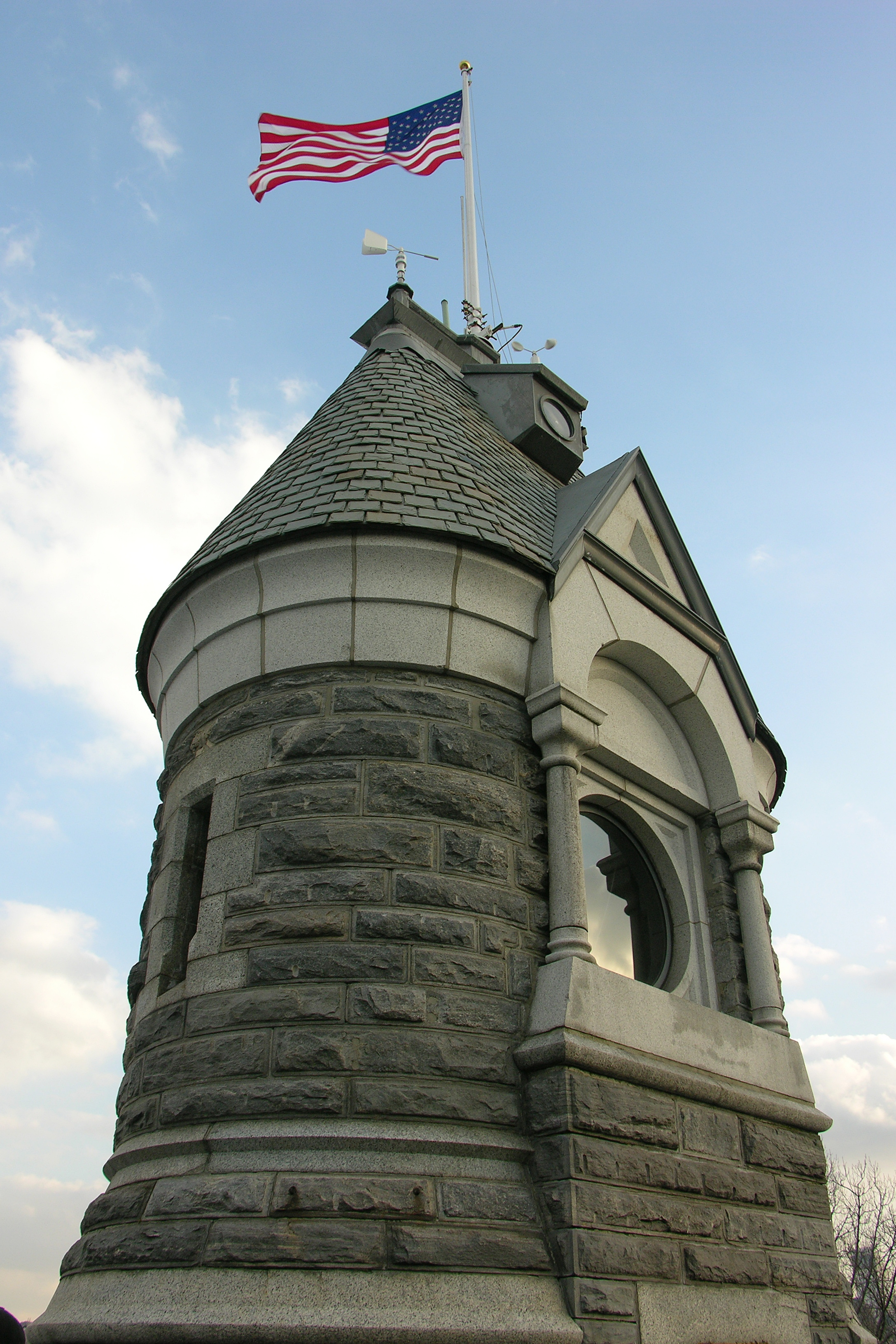
De toren

De twee houten paviljoenen verslechterden zonder verf en onderhoud en werden verwijderd voor 1900. Nadat het New York Meteorological Observatory, gebruiker van het pand, in de jaren 60 van de twintigste eeuw verhuisden naar Rockefeller Center sloot Belvedere Castle voor het publiek. Het werd een doelwit van vandalisme en nalatigheid. Het kasteel werd gerestaureerd door de Central Park Conservancy en heropend op 1 mei 1983 als het Henry Luce Nature Observatory. In 1995 verving de Conservancy een geschilderde loggia van het kasteel, gebaseerd op Vaux' ontwerp, op de granieten pieren en muren die nog bestonden.
Het observatorium bevat tentoonstellingen met telescopen, microscopen, skeletten en veren, en zijn bedoeld om kinderen kennis te laten maken met de basis van wetenschappelijke methoden.

## In de popcultuur
- Belvedere Castle is gebruikt als kasteel waar Count von Count woont in Sesame Street (de Amerikaanse versie van Sesamstraat).[8]
- Het kasteel is gebruikt als locatie in de film The Bostonians (1984).
- De top van het kasteel is het hoogste punt in het park.[9]
- Het kasteel is gebruikt in de film De Smurfen uit 2011 als het kasteel waar Gargamel zijn laboratorium had.